# Wicomico Church, Virginia
Wicomico Church là một cộng đồng chưa hợp nhất tại Hạt Northumberland, thuộc tiểu bang Virginia của Hoa Kỳ.
Shalango đã được liệt kê trên Sổ đăng ký quốc gia về địa danh lịch sử năm 1986.